# Kostel svatého Vavřince (Církvice)
Kostel Svatého Vavřince v Církvici je původně gotická, barokně výrazně přestavěná stavba.
Orientovaná kostelní stavba leží uprostřed bývalého hřbitova zhruba ve středu obce.
Kostel byl roku 1344 zmíněn jako zděný. Roku 1684 byl barokně přestavěn. Nachází se uprostřed obce na vyvýšeném místě a je obklopen bývalým hřbitovem. Obdélný orientovaný jednolodní kostel je doplněn dvojicí bočních shodně vysokých pravoúhlých kaplí, takže má půdorys tvaru rovnoramenného kříže. Nad pravoúhlým presbytářem je umístěna věž. Před kostelem je umístěna samostatně stojící zvonice. Mobiliář je většinou barokní. Významný je gotický deskový obraz Piety od Mistra třeboňského oltáře tzv. Církvická deska, Zajímavé jsou i obrazy od Ignáce Raaba.
Spolu s kostelem je památkově chráněna i sousední fara.

## Fotogalerie

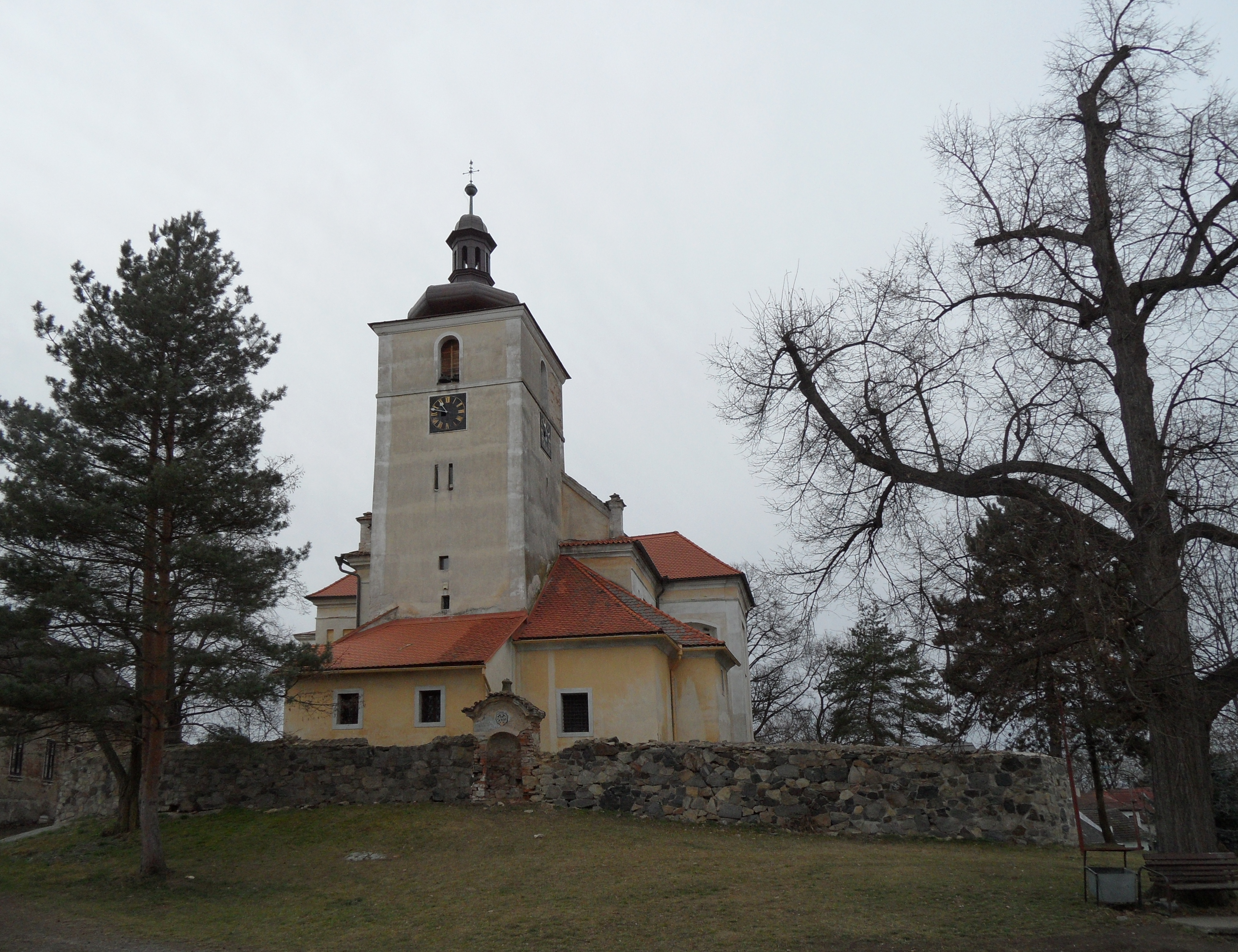
Kostel sv. Vavřince: celkový pohled
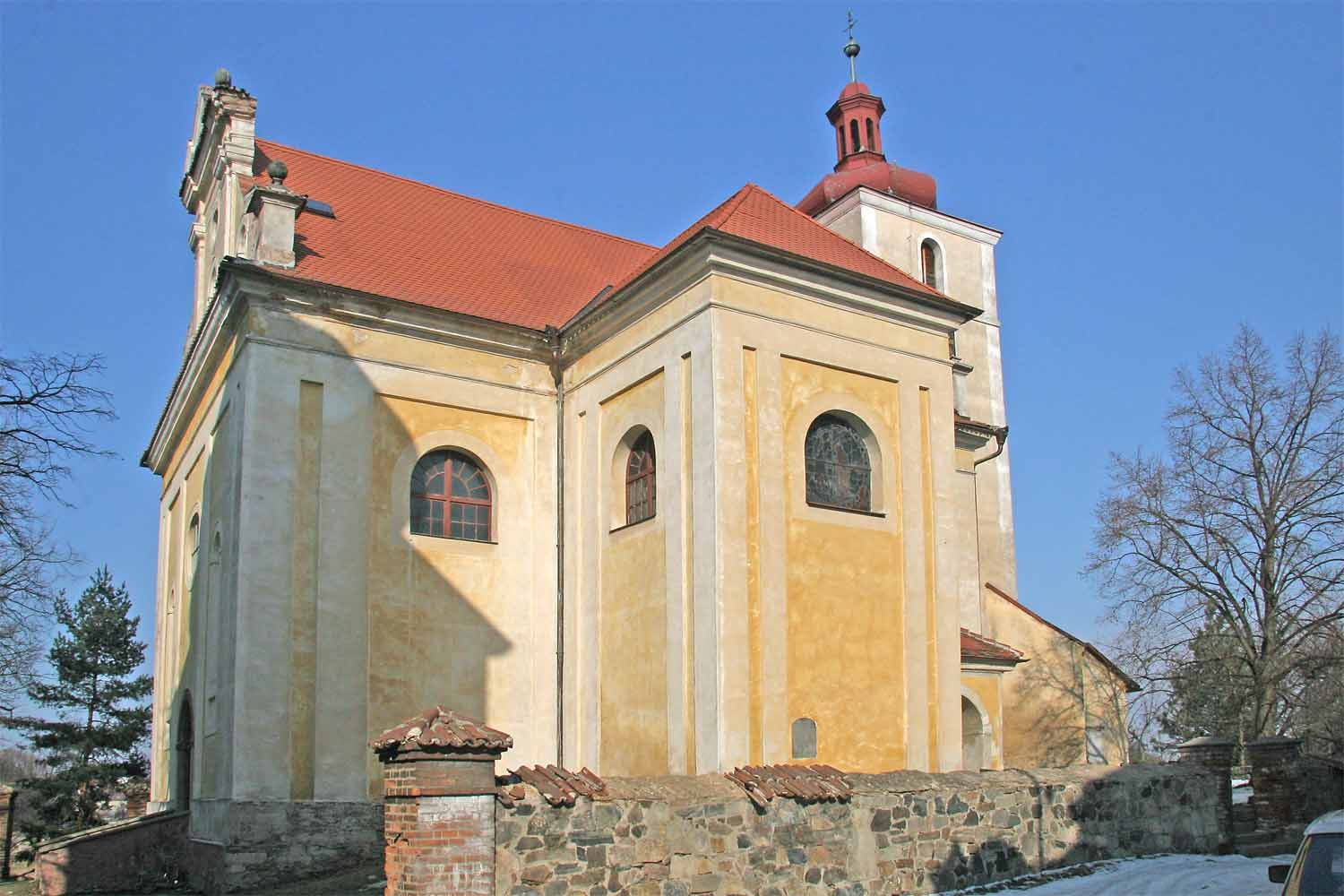
Kostel sv. Vavřince
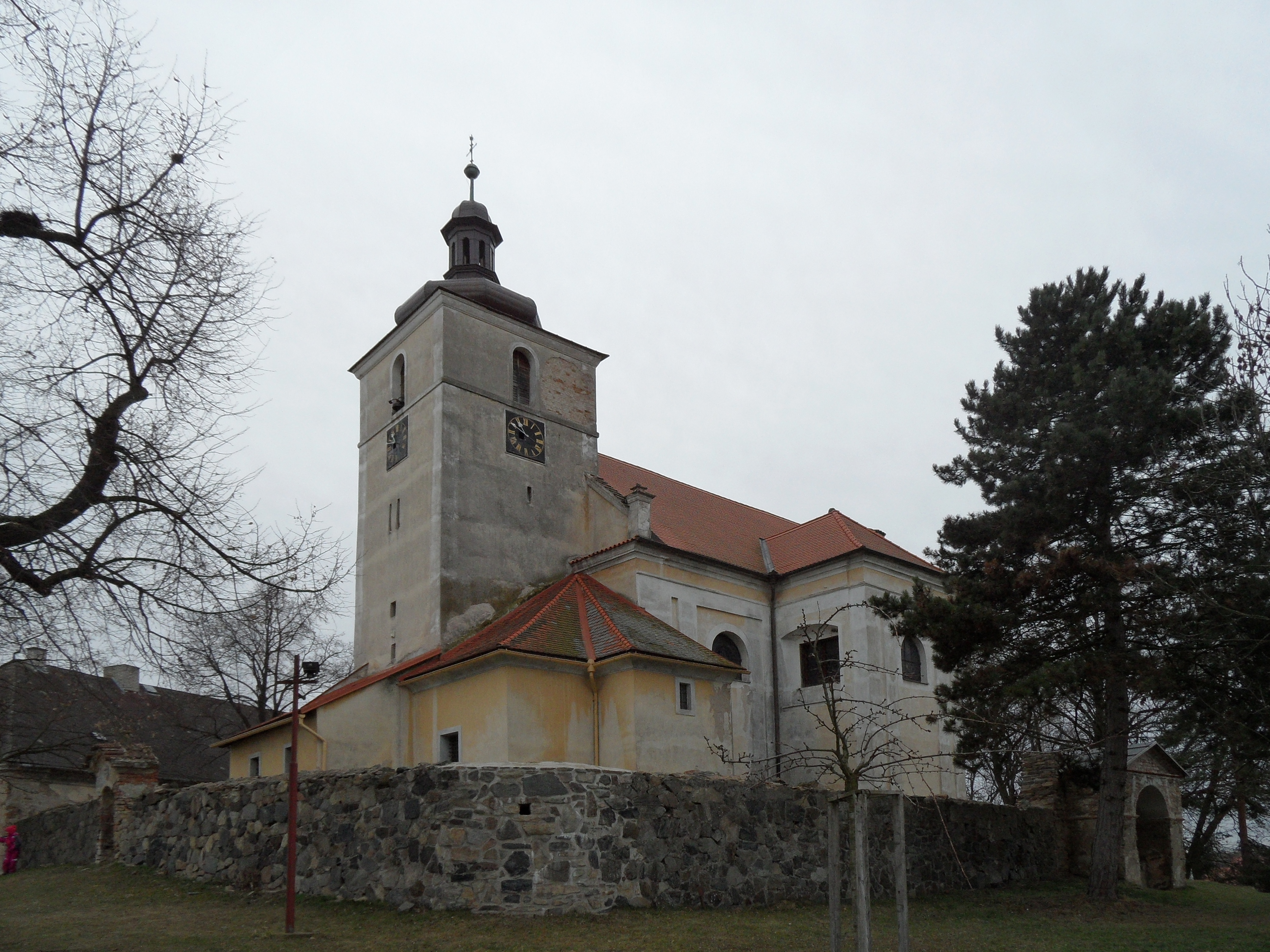
Kostel sv. Vavřince
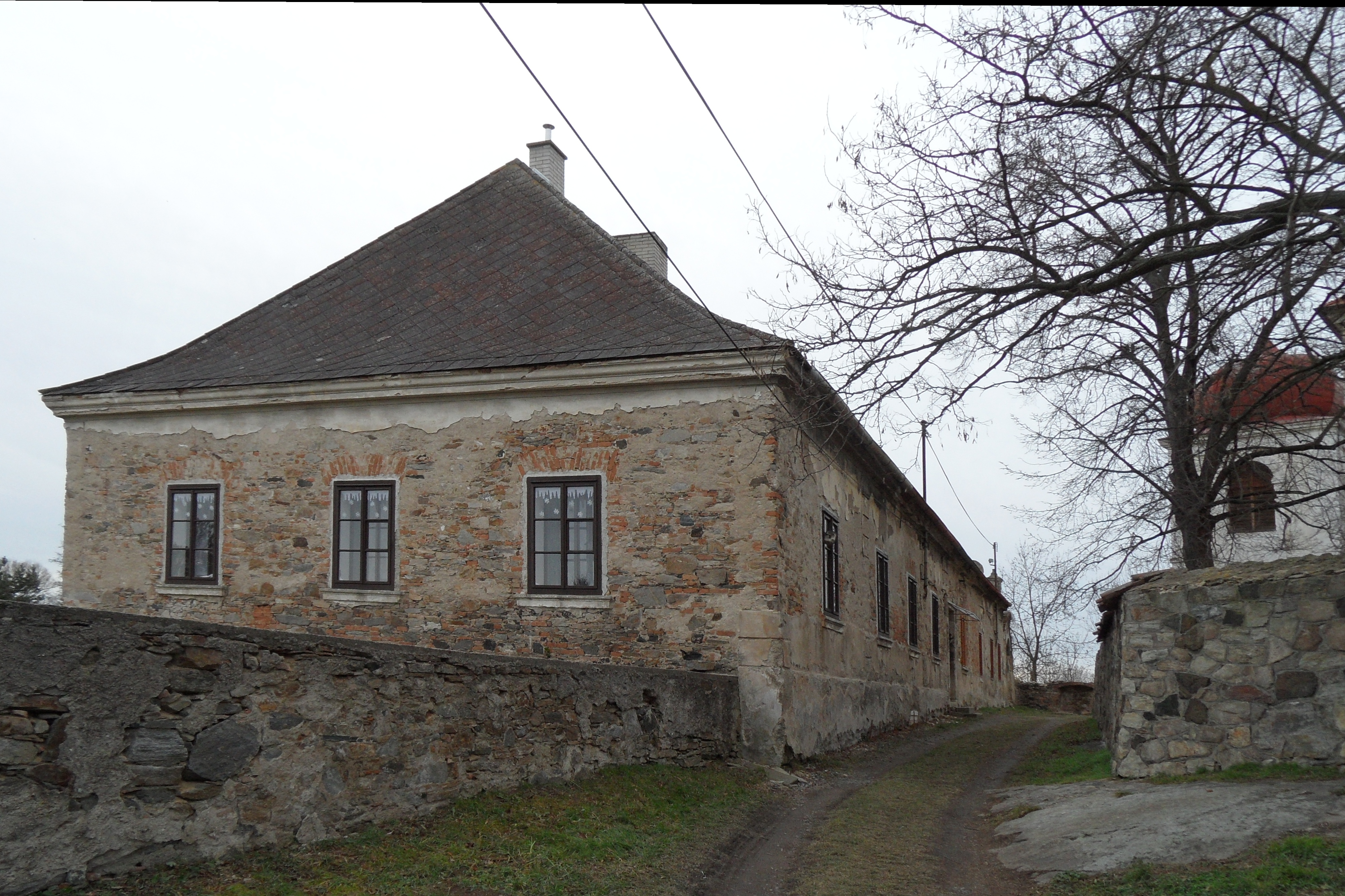
Fara u kostela